# Josef Denk (Schauspieler)
Josef Denk (15. Oktober 1801 in München – 10. Oktober 1872) war ein deutscher Theaterschauspieler.

## Leben
Nachdem er sich für den geistlichen Stand nicht zu eignen schien, wurde er für die militärische Laufbahn bestimmt. Er hielt es aber nicht lange bei derselben aus, nahm heimlich dramatischen Unterricht und betrat in Salzburg zum ersten Mal die Bühne. Er wählte sich das Charakterfach und war in demselben in Linz, Brünn, Passau, Regensburg, Freiburg, Baden-Baden und Donaueschingen tätig, bis ihn der Zufall nach Karlsruhe führte (1851).
Hier engagierte ihn Eduard Devrient, der ihm vorwiegend altkomische Väterrollen zuteilte, in welchen er bis zu seinem Lebensende in hervorragenden Weise wirkte.
Er zählte während seiner 20-jährigen Wirksamkeit am Karlsruher Hoftheater zu den beliebtesten Schauspielern daselbst. Die bewies ihm sein Publikum in geradezu rührender Weise gelegentlich der Feier seine 50-jährigen Künstlerjubiläums. Und als er am 10. Oktober 1872 starb, hinterließ dieser Veteran der alten Schule nur Freunde und Verehrer.